# Warmingia
Warmingia – rodzaj roślin z rodziny storczykowatych (Orchidaceae). Rośliny są niewielkie, do 10 cm. Pseudobulwy posiadają przeważnie jeden liść. Jeden do dwóch kwiatostanów, prostych i nierozgałęzionych. Kwiatostany są nieco dłuższe od liści i posiadają 1-35 kwiatów. Kwiaty rozpostarte zielono-kremowe do białych, często z żółtą plamką na warżce. Warżka trójklapowa. Słupek prosty lub łukowaty, około połowy długości płatków. Rośliny posiadają dwa żółte pylniki gruszkowatego kształtu lub całkowicie okrągłe. Zalążnia zaokrąglona.
Rośliny z tego rodzaju są epifitami i występują na wilgotnych obszarach na wysokościach 200 - 1000 m. Gatunki mają dysjunktywny zasięg. Występują we wschodniej części Brazylii, w Kostaryce, Paragwaju, północno-wschodniej Argentynie, w Boliwii oraz Ekwadorze.

## Systematyka
Rodzaj sklasyfikowany do podplemienia Oncidiinae w plemieniu Cymbidieae, podrodzina epidendronowe (Epidendroideae), rodzina storczykowate (Orchidaceae), rząd szparagowce (Asparagales) w obrębie roślin jednoliściennych.
Wykaz gatunków
- Warmingia buchtienii (Schltr.) Schltr. ex Garay & Christenson
- Warmingia eugenii Rchb.f.
- Warmingia holopetala Kraenzl.
- Warmingia zamorana Dodson